# Дюруссо, Пол
Пол Дюруссо (англ. Paul Durousseau; род. 11 августа 1970) — американский серийный убийца и военнослужащий, убивший 7 молодых женщин на Юго-Востоке США в период с 1997 по 2003 годы. Возможно, причастен к серии убийств женщин во время службы в армии в Германии, совершённых в начале 1990-х годов.

## Биография
Пол Дюруссо родился 11 августа 1970 года в городе Бомонт, штат Техас. Отец рано ушёл из семьи, поэтому жил с мамой, переехали в Лос-Анджелес, где Пол и проучился всю юность. В школе был общительным, занимался спортом и имел хорошую репутацию в школе. После окончания средней школы пошёл работать охранником. Его первое преступление было нелегальным несением огнестрельного оружия, за что и был оштрафован. В 1992 году Пол завербовался в армию США. Военную службу проходил в Германии. Во время службы встретил девушку по имени Натоку и в 1995 они поженились в Лас-Вегасе. По подозрению немецких властей во время службы он мог совершить серию убийств девушек (минимум 3 убийства). Дюруссо проверяли на причастность, но его вина не была доказана. В 1999 году он изнасиловал женщину, из-за чего был уволен с позором из армии. После исключения из армии Пол Дюруссо и его жена переехали в Джексонвилл штат Флорида, где и совершал свои убийства. Имел двух дочерей, но супружеская жизнь так и не сложилась из-за финансовых трудностей и проблем на работе. Вскоре у него наладилась работа и он работал таксистом и водителем автобуса. Соседи о нём отзывались как об озабоченном человеке. Любил приставать и задавал непристойные вопросы.

## Убийства
В течение 6 лет с 1997 по 2003 годы Пол Дюруссо изнасиловал и убил 7 женщин. После позорного исключения из армии за изнасилование женщины он понял, что нужно убивать жертву, чтобы та не сообщала о преступлении. Чаще всего проникал в дома жертв и там же расправлялся. Своё первое убийство он совершил 7 сентября 1997 года. Жертвой стала 26-летняя Трэйси Хабершем. Убийца задушил её верёвкой. Поначалу Дюруссо не подозревали в её убийстве, но после ареста найдут на теле его ДНК. В 1999 году Пол Дюруссо изнасиловал убил 24-летнюю Тайзу Мак в её же квартире. У убитой забрал телевизор. После убийства Тайзы Мак он изнасиловал молодую женщину в 2001 году, за что его и отправили в тюрьму на месяц и он получил 2 года условно. 19 декабря 2002 года Пол Дюруссо задушил 18-летнюю Николь Уильямс. После чего завернул её в синее одеяло и выбросил в канаву. 29 декабря 2002 года Пол Дюруссо убил 19-летнюю Ники Килпатрик в её же квартире. Задушил верёвкой. Её тело нашли 1 января 2003 года в доме. Через 8 дней после убийства Ники Килпатрик Пол Дюруссо задушил удавкой 20-летнюю медсестру Шавану Макалистер в её квартире. Последние 2 жертвы были 17-летняя Джованна Джефферсон и 19-летняя Сурита Коэн. Он убил с разницей в 10 дней. Их тела нашли в канаве со следами удушения. Со слов свидетелей их видели в такси с водителем. Сыщики показали им фото всех рабочих и те указали на Пола Дюруссо, и в июне 2003 года его арестовали.

## Арест и суд
17 июня 2003 года Пола Дюруссо арестовали на рабочем месте и обвинили в убийстве семи женщин, после того как ДНК-тест обнаружил его сперму на телах убитых женщин и он признался в убийствах. Также следователи отправили запрос в Германию и узнали, что Дюруссо служил там и, возможно, причастен к убийствам, так как он уже неоднократно проходил по делам за изнасилование женщин. Но всего было доказано 7 убийств и 13 декабря 2007 года был приговорён к смерти. На сегодняшний день он ожидает исполнения смертного приговора в исправительном учреждении Союза во Флориде.